# کریم سربخش
کریم سربخش (زادهٔ ۲۰ مرداد ۱۳۴۷ در داراب) کارگردان و فیلم‌نامه‌نویس تلویزیون ایرانی است. فعالیت او بیشتر در زمینهٔ انیمیشن در حوزه‌های فیلم‌نامه‌نویسی، نظارت و مشاوره می‌باشد. او فارغ‌التحصیل رشته انیمیشن از دانشگاه تربیت مدرس در مقطع کارشناسی ارشد است. وی نویسندگی چندین مجموعه و تله فیلم را در کارنامه دارد.

## حرفه
از سال ۱۳۵۹ با تئاتر دانش آموزی در شهرستان فعالیتش را شروع کرد، سپس در تهران با آغاز دوره دانشجویی ۱۳۶۹ به عنوان نویسنده، کارگردان، طراح صحنه، بازیگر، عروسک ساز، عروسک گردان و … در حوزه تئاتر ادامه فعالیت داد. آخرین فعالیت تئاتری او در جشنواره تئاتر فجر ۱۳۷۷بازی در نمایش"عشق، آبی، آسمانی" بود.
همزمان فعالیت سینمایی اش را هم در دفتر تولید فیلم‌های سینمایی دیدار فیلم در سال‌های ۱۳۷۳ و ۱۳۷۴ ادامه داد. بعد از ان فعالیت‌هایی را در مجموعه‌های تلویزیونی با مسئولیت‌های مختلف پی گرفت. اما آغاز فعالیت او به صورت جدی در زمینه نگارش فیلمنامه و کارگردانی در تلویزیون در سال ۱۳۷۹ با نگارش فیلمنامه و کارگردانی مجموعه ۱۳ قسمتی "راهی به ملکوت " به سفارش شبکه قرآن و معارف سیما بود که آن زمان از شبکه دو و چهار پخش شد.

## فعالیت‌ها

### تلویزیون
| نام                                       | سمت                                  | سال  |
| ----------------------------------------- | ------------------------------------ | ---- |
| مجموعه تله تئاتر حدیث یاران               | بازنویسی فیلمنامه و کارگردان         | ۱۳۸۰ |
| مجموعه کودک و نوجوان باغ امید             | نگارش فیلمنامه و کارگردان            | ۱۳۸۱ |
| مجموعه طلیعه                              | نگارش فیلمنامه و کارگردان            | ۱۳۸۱ |
| مجموعه کودک و نوجوان ماجراهای امین و مینا | نگارش فیلمنامه، کارگردان و طراح صحنه | ۱۳۸۱ |
| مجموعه قاب چوبی                           | نگارش فیلمنامه و بازیگر              | ۱۳۸۲ |
| مجموعه کودک و نوجوان قصه‌های امین و مینا   | نگارش فیلمنامه، کارگردان و طراح صحنه | ۱۳۸۲ |
| مجموعه کودک و نوجوان سفرنامه امین و مینا  | نگارش فیلمنامه و کارگردان            | ۱۳۸۴ |
| مجموعه فانتزی آیینه                       | یکی از نویسندگان و کارگردان          | ۱۳۸۵ |
| مجموعه طنز یه جور دیگه                    | کارگردان                             | ۱۳۸۶ |
| مجموعه کودک و نوجوان مهمانپذیر سعادت      | نگارش فیلمنامه و کارگردان            | ۱۳۸۶ |
| تله فیلم لوتکا                            | نگارش فیلمنامه                       | ۱۳۸۷ |
| مجموعه کودک و نوجوان حامد و مامان حمیده   | نگارش فیلمنامه                       | ۱۳۸۷ |
| مجموعه طنز دفتر مشق                       | نگارش فیلمنامه و کارگردان            | ۱۳۸۷ |
| مجموعه قصه‌های ما و دایی مهدی              | نگارش فیلمنامه و کارگردان            | ۱۳۸۸ |
| تله فیلم حباب                             | نگارش فیلمنامه و کارگردان            | ۱۳۹۱ |

### انیمیشن
| نام                        | سمت                             | سال  |
| -------------------------- | ------------------------------- | ---- |
| مجموعه عامو چرچی سری اول   | نگارش فیلمنامه                  | ۱۳۸۸ |
| مجموعه افسانه‌های آذربایجان | نگارش فیلمنامه و مشاور کارگردان | ۱۳۹۰ |
| مجموعه ماجراهای جنگل بیشه  | نگارش فیلمنامه                  | ۱۳۹۲ |
| مجموعه بچه‌های انقلاب       | نگارش فیلمنامه                  | ۱۳۹۳ |
| مجموعه مهارت‌های زندگی      | نگارش فیلمنامه                  | ۱۳۹۵ |

### سایر
- نظارت کیفی حدود چهار هزار دقیقه انیمیشن تولید شده در سیمای استان‌ها
- مشاوره فیلمنامه برای چند هزار دقیقه انیمیشن تولید شده یا در دست تولید
- صاحب امتیاز و مدیر مسئول فصلنامه فرهنگ و هنر از سال ۸۴ تا اواخر ۸۶